# Richard Carlton
Richard Carlton (auch Carleton oder Charlton; * um 1558; † um 1638) war ein englischer Priester und Komponist der Renaissance. Der genaue Geburts- und Sterbeort von Carlton ist nicht bekannt.

## Leben und Werk
Carlton wurde in der zweiten Hälfte des 16. Jahrhunderts geboren. Er studierte 1577 im Clare College in Cambridge, erlangte dort den Bachelor-Abschluss und wurde ordiniert. Zunächst war er Vikar an der St. Stephen’s Church in Norwich. Von 1591 bis 1605 war er Minor Canon und Master of the Choristers (Meister der Choristen) an der Kathedrale von Norwich.
1601 veröffentlichte er eine Sammlung von 21 Madrigalen, auf deren Titelseite er sich selbst als „Priester“ bezeichnet. Diese Kompositionen, die er im lateinischen Vorwort als „prima libamina facultatis meas“ qualifiziert, sind Sir Thomas Farmer gewidmet. Noch im gleichen Jahr veröffentlichte er eine Madrigalsammlung unter dem Titel The Triumphs of Oriana. Am 11. Oktober 1612 wurde Carlton von Thomas Thursby in der Pfarrei von Bawsey und Glosthorp in der Nähe von Lynn vorgestellt. Er übernahm dann dieses Priesteramt.
Das genaue Datum seines Todes ist unbekannt, aber wahrscheinlich starb er im Jahr 1638. Denn erst am 22. August 1638 wurde mit Richard Peynes ein neuer Priester in der Pfarrei von Bawsey und Glosthorp vorgestellt.
Die einzig erhaltenen Kompositionen neben den oben erwähnten sind Instrumentenpavanen von Carlton, die im British Museum aufbewahrt werden.